# Яценко, Владимир Валериевич
Владимир Валериевич Яценко (род. 2 февраля 1962 года, в г. Одессе, СССР) — украинский писатель.

## Биография
Владимир Валериевич Яценко, родился 2 февраля 1962 года, в г. Одессе (Украина, СССР). Выпускник физико-математической школы № 116 (Одесса, 1979 г.). После окончания в 1984 году с красным дипломом Одесского Технологического Института Холодильной Промышленности (ОТИХП) работал стажёром-преподавателем, а в 1986 году поступил в аспирантуру (ОТИХП).
Литературными опытами занимается «сколько себя помнит», но серьёзное отношение к творчеству проявилось только в 1999 году.
Его первый роман «Десант в настоящее» опубликован в Одессе, 2000г, (изд-во МЕТТА, ISBN 966-95795-2-X).
В 2005г в Одессе опубликован его второй роман «Пленники зимы» (ISBN 966-95795-3-8).
С 2006 года Владимир — регулярный участник сетевых конкурсов научно-фантастических рассказов. Собственно, весь этот срок (с 2006 г. — по сей день) — Владимир посвятил короткой истории. Им написано полсотни рассказов, каждый из которых побывал в финале (шорт-лист) конкурса. Самой высокой оценкой своего творчества Владимир полагает две победы подряд на престижном международном конкурсе «Русский Эквадор». В 2007 г. занял первое место его рассказ «Истребители динозавров». Идейность этого рассказа также отмечена издательством Астрель-СПб В 2008г он снова стал победителем с рассказом «Расист».
Собрание сочинений Владимира Яценко насчитывает шесть томов, в 2018 г. планируется выпуск 7-го тома (такого же объёма, 17а.л., что и предыдущие книги).
Стиль Владимира Яценко характеризуется привязанностью к так называемой «твердой» научной фантастике. Классические каноны являются базой, определяют структуру его произведений. Однако при этом, все элементы в его произведениях подогнаны настолько логично и взаимосвязано, что у читателей возникает эффект не только эмоционального сочувствия, но и личного физического присутствия. Обозреватель его творчества М. Волова назвала этот стиль логическим гиперреализмом.
Сам автор полагает, что пишет прозу, только в заманчивой обёртке научно-фантастических допущений. «Природа людей неизменна, — полагает Владимир. — Во времена античности, в средневековье и в век космических полётов люди любят и ненавидят, предаются мечтам и теряют надежду. Фантастические декорации служат только для акцентирования мыслей и поступков героев. Времена „фантастика для фантастики“ давно ушли. Сегодня фантастика — это просто инструмент для нового ракурса, позволяющий увидеть человеческие качества в неожиданном свете».
И эту концепцию автор последовательно претворяет в жизнь.
Его герои — обычные живые люди, черты которых вполне узнаваемы в классических сюжетах прошлых веков: жена следует за неизлечимо больным мужем в пожизненный карантин («Изнанка мира»); свидетель трагедии экстрим-туристов не решается вернуться домой, страшась встречи с родителями погибших («Дежурный по лагерю»); делец, планирующий заработать на экологической катастрофе, волей обстоятельств рискует жизнью, чтобы эту катастрофу предотвратить («Слёзы сипахи»).
«Это воплощение этических идеалов, которые читатель хотел бы в себе видеть» — пишет о героях писателя Изя Шлосберг в предисловии к книге «Путь в настоящее» (ISBN 978-1451553383).
«Одной лишь декларации „оптимизма“ героя недостаточно», — признаётся автор. И верно, изобретательность, с которой он «подбрасывает» своим героям проблемы, поразительна: кладоискатели вместо сокровищ находят оружие массового поражения («Розовый снег», «Человек из ящика»), космонавт на Луне остаётся в одиночестве без транспорта и связи («Крик Бога»); наёмный стрелок обнаруживает, что взял «работу» не у старосты общины, а у гангстера, который эту общину обкрадывает («Грязные ботинки»). Но автор всегда находит выход для своих героев: неожиданный поворот сюжета — и вчерашний неудачник сегодня становится героем.
«Мои работы никому не испортят настроения, — обещает Владимир. — Читателя ждёт только позитив. И чем больше неприятностей у героя, тем достойней награда ждёт его в конце пути».
Другой важной составляющей творчества Яценко является глубокое убеждение в том, что «рассказ о том, как НЕ НАДО делать, вряд ли имеет ценность — к неудаче ведёт множество дорог. Но история потрясающего успеха в исключительно неблагоприятных условиях, не может не заинтересовать».
Этот мотив своих работ Владимир называет «руководством по борьбе за живучесть»: «сперва герою плохо, потом всё хуже и хуже. Но он не сдаётся, думает, действует, борется и… побеждает. Это очень важно: победа вопреки обстоятельствам. Вспомните о двух лягушках в крынке с молоком: одна сдалась, сложила ласты и пошла на дно. Вторая боролась пока не взбила сливки, и всё-таки выбралась из кувшина».
С 2009 г. Владимир Яценко является членом Shiva-club. Яценко — основатель и директор журнала РБЖ-Азимут.
В 2017 году — лауреат международной детской литературной премии имени В. П. Крапивина (повесть «Сестра Мира», под псевдонимом Влада Рай).

### Книги
- Сильные люди. Hanna Concern Publication, Baltimore 2013, 416 с., ISBN 978-1-490-48184-5
- Человек из ящика. Hanna Concern Publication, Baltimore 2013, 416 с., ISBN 978-1-490-48205-7
- Бродяги. Hanna Concern Publication, Baltimore 2013, 416 с., ISBN 978-1-490-48210-1
- Ржавая Хонда. Астрель. 2012, 448с., ISBN 978-5-271-42996-5, 978-5-9725-2283-5
- Бог одержимых. Астрель. 2011, 430с., ISBN 978-5-17-074989-8, 978-5-4215-2387-1, 978-5-9725-2099-2
- «Путь в настоящее», Hanna Concern Publication, Baltimore 2010, 464 с., ISBN 978-1451553383
- «Батальон одного», Hanna Concern Publication, Baltimore 2010, 456 с., ISBN 978-1451566895  Предисловие А. Лаптева
- «Пленники зимы», под псевдонимом Валло де Витте, изд-во «МЕТТА», Одесса, 2005, 345с., ISBN 966-95795-3-8
- «Десант в настоящее», под псевдонимом Валло де Витте, изд-во «МЕТТА», Одесса, 2000, 366с., ISBN 966-95795-2-X
- «Главная ось», Hanna Concern Publication, Baltimore 2010, 408 с., ISBN 978-1505999129

### Сборники
- «Игрушки для взрослых». Hanna Concern Publishing, RBG-Azimut, 632 с., ISBN 978-1482020649.
- «Точка невозвращения». Hanna Concern Publishing, RBG-Azimut, 632 с., ISBN 978-1496108425
- «Дверь, которой не было». Hanna Concern Publishing, RBG-Azimut, 600 с., ISBN 978-1468110555.
- «РБЖ-Азимут 2010». Hanna Concern Publishing, RBG-Azimut, 648 с., ISBN 978-1456413019.
- «Завтра будет ветер». Hanna Concern Publishing, RBG-Azimut, Baltimore 2010, 720 с., ISBN 978-1453655788.
- Сборник «Зона высадки. Мир фантастики 2010», Астрель-СПб, 2010 ISBN 978-5-9725-1779-4.
- «Авантюра по имени жизнь», Hanna Concern Publication, Baltimore 2009, 608 с., ISBN 978-1449966713 .
- «Истребители динозавров», сб., «Признание», СПб, 2008, 256с. ISBN 978-5-91404-009-0.
- «Изнанка мира», сб. «Фантастика, Золотая чаша», М., 2007, 142с. ISBN 5-93883-058-3.
- Сборник «День десантника. Мир фантастики 2014», М., 2013, 345с. ISВN 978-5-17-079789-9
- Сборник «А зомби здесь тихие…», М., Эксмо, 2013, 890с., ISBN 978-5-699-65090-3
- Сборник «Хроника посещения», М., Аст, 2014, 384с., ISBN 978-5-17-080202-9
- Сборник «Черновики мира», М., Аст, 2015, 407с., ISBN 978-5-17-085766-1

### Журналы
- «Экипаж демиургов», ж. «Знание-Сила» № 1(16)/13, М., Россия
- «Эффект одуванчика», ж. «РБЖ Азимут» № 12/10, Одесса, Украина ISSN
- «Третий». Химия и Жизнь, М., № 8, 2010
- «Эффект одуванчика». Юный Техник, М., № 7, 2010, ISSN 0131-1417
- Авт. сб. (Запах удачи, Тень от руки, Истребители динозавров, Слёзы сипахи, Розовый снег, Расист, Влом и Заноза) ж. «РБЖ Азимут» № 7/08, Одесса, Украина ISSN
- «Душа Адама», ж. «РБЖ Азимут» № 6/08, Одесса, Украина ISSN
- «Последний рейс», ж. «Мир Фантастики», М., № 42; февраль 2007
- «Оплата за проезд», ж. «Безымянная Звезда», М., № 15 (декабрь 2007)
- «Бегство героев», «Чувство меры» (под псевдонимом В. Кусачёв), «С Божьей помощью» (под псевдонимом В. Кусачёв), ж. «РБЖ Азимут» № 3/07, Одесса, Украина ISSN 1994-0645
- «Крик Бога», ж. «РБЖ Азимут» № 2/07, Одесса, Украина ISSN
- Авт.сб. (Бог одержимых, Изнанка мира, Корабль Солнца, Машина света, Последний рейс, Свежая кровь, Мудрак) ж. «РБЖ Азимут» № 1/06, Одесса, Украина, 200с.